# اندری بلوسف
اندری رموویچ بِلوسُف (روسی: Андре́й Рэ́мович Белоу́сов، تلفظ در روسی: [ɐnˈdrʲej ˈrɛməvʲɪd͡ʑ‿bʲɪɫɐˈusəf]؛ ۱۷ مارس ۱۹۵۹) وزیر دفاع روسیه از ۱۴ مه ۲۰۲۴ است.

## زندگی و تحصیل
آندری رموویچ بلوسف در ۱۷ مارس  ۱۹۵۹ در مسکو زاده شد. پدر او با نام «رم»، اقتصاددان، و مادر او لاریسا، شیمیدان هسته‌ای بودند. او در سال ۱۹۸۱ مدرک اقتصاد خود را از دانشگاه دولتی مسکو گرفت و چند سال در شغل‌های آموزشی و دانشگاهی مشغول به کار بود.

## سیاست
اندری بلوسف در اواخر دهه ۱۹۹۰ همزمان با تحصیل در دوره دکترا به عنوان مشاور نخست‌وزیر روسیه وارد سیاست شد. او مدرک دکترا خود را در سال ۲۰۰۶ به دست آورد. بلوسف در سال ۲۰۱۲ به جایگاه وزیر توسعه اقتصادی روسیه رسید و سال بعد، به عنوان دستیار رئیس‌جمهور روسیه در امور اقتصادی ولادیمیر پوتین انتخاب شد.
اندری بلوسف در سال ۲۰۲۰ به مقام معاون اول نخست‌وزیر روسیه رسید. او از آن زمان به عنوان یکی از وفاداران به پوتین شناخته می‌شود. بر پایه گزارش‌ها بلوسف تنها عضو از گروه «همراهان اقتصادی» رئیس جمهور است که از الحاق کریمه به روسیه در سال ۲۰۱۴ حمایت کرده بود. اندری بلوسف از نظریه‌پردازان اصلی مجموعه برنامه‌های جاه‌طلبانه پوتین شناخته می‌شود که پوتین در آغاز چهارمین دوره ریاست‌جمهوری خود در سال ۲۰۱۸ به تصویب رساند. بلوسف همچنین از حامیان اصلی افزایش مالیات بر ارزش افزوده از ۱۸ به ۲۰ درصد در سال ۲۰۱۹ بوده است.

## دیدگاه اقتصادی
از لحاظ عقاید اقتصادی، بلوسف مدافع سرسخت مداخله دولت در اقتصاد و دفاع از منافع دولت در برابر بخش خصوصی است. او طرفدار جدی وضع مقررات محدودکننده اقتصادی، افزایش سرمایه‌گذاری و نقش گسترده دولت در اقتصاد است. او اعتقاد دارد پیشرفت اقتصادی لازمه مداخله دولت است.
در سال ۲۰۱۸، متن نامه‌ای از او فاش شد که در آن پیشنهاد داده بود سود مازاد چهارده شرکت بزرگ صنایع فلزی و شیمیایی روسیه توسط دولت مصادره شود که این پیشنهاد او با انتقادات گسترده‌ای از جمله اتحادیه صاحبان صنایع و کارآفرینان روسیه هشدار داد روبرو شد. زیرا باعث ورشکستگی در صنایع می‌شود. با اینکه این پیشنهاد هرگز اجرایی نشد اما درز محتوای آن به ریزش در بازار سهام روسیه منجر شد.
گفته‌های بلوسف در سال ۲۰۲۱ در این مورد که شرکت‌های صنایع فلزی حدود ۱۰۰ میلیارد روبل (۱۱ میلیارد دلار) از دولت اخاذی کرده‌اند بار دیگر باعث سقوط ارزش سهام در بورس‌ روسیه شد.

## وزارت دفاع
به گفته کارشناسان، انتصاب اندری بلوسف به سمت وزیر دفاع نشانه است که ولادیمیر پوتین انتظار دارد جنگ اوکراین یک جنگ طولانی و پرهزینه باشد و بلوسف باید اطمینان حاصل کند با وجود تحریم‌های غرب علیه روسیه، اقتصاد روسیه خواهد توانست نیازهای جنگی و اقتصادی این کشور را برآورده کرده و فساد در تشکیلات ارتش را کاهش دهد.
بلوسف همچنین علاقه زیادی به جنگ‌افزارهای پیشرفته مانند پهپاد دارد که روسیه برای ادامه حملات خود به اوکراین به عرضه مداوم آن نیازمند است. او در سال ۲۰۲۳ برنامه‌های خود را برای ساخت ۱۸۰۰۰ پهپاد بزرگ و متوسط تا سال ۲۰۲۴ و راه‌اندازی و توسعه یک بخش صنعتی جدید برای تولید سیستم‌های هوانوردی پهپادی اعلام کرد.

## زندگی شخصی
آندری بلوسف متاهل است و یک فرزند به نام پاول، زاده ۱۹۹۴ دارد. گزارشی از فساد درباره او وجود ندارد و دارای سبک زندگی تجملاتی نیست. او به کلیسای ارتدکس روسیه نزدیک است و گفته می‌شود در سال ۲۰۰۷ غسل تعمید گرفته است. او به ورزش‌های رزمی علاقمند است و در جوانی به کاراته و سامبو می‌پرداخته است.